# قائمة الخضراوات
هذه قائمة بالخَضْراوات المستخدمة كمكونات للطبخ. وهذا يعني أن القائمة تشمل بعض الفواكه النباتية مثل القرع، ولكن لا تشمل الأعشاب العطرية (الطبية)، التوابل، الحبوب والمكسرات. وحالياً لا تشمل القائمة نبات الفطر. وبعض الخَضراوات المأكولة مثل الطحالب البحرية لا تعتبر أصلا من مملكة النبات.

## الخَضْراوات الورقية
- الفرفحين
- أذن القطة الشعاعية
- الطرخشقون الطبي
- الهندباء الأنديفية
- التلفيرية الغربية
- الخس المزروع
- الصبغة الأمريكية
- الحماض البستاني

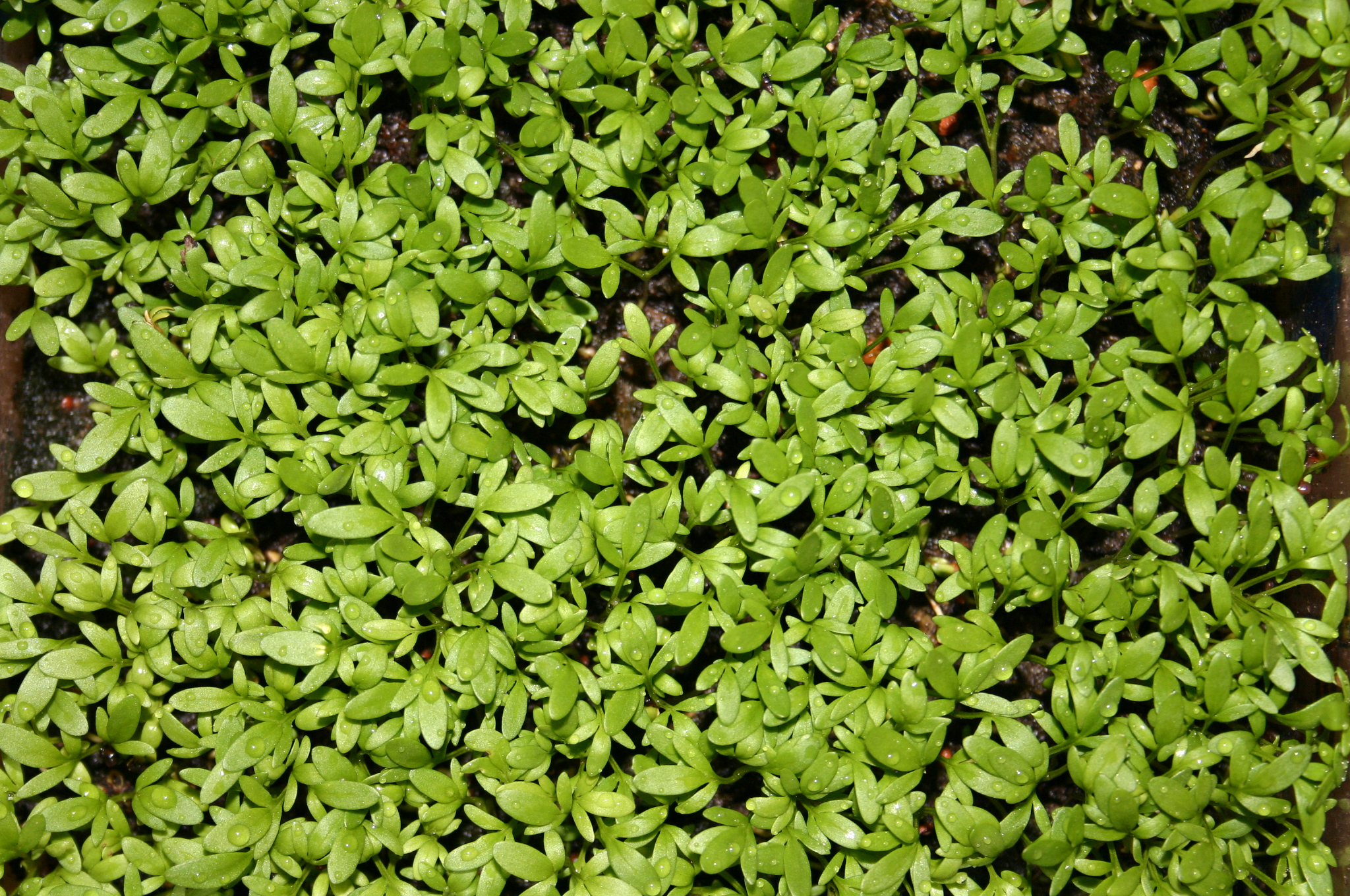
رشاد مزروع

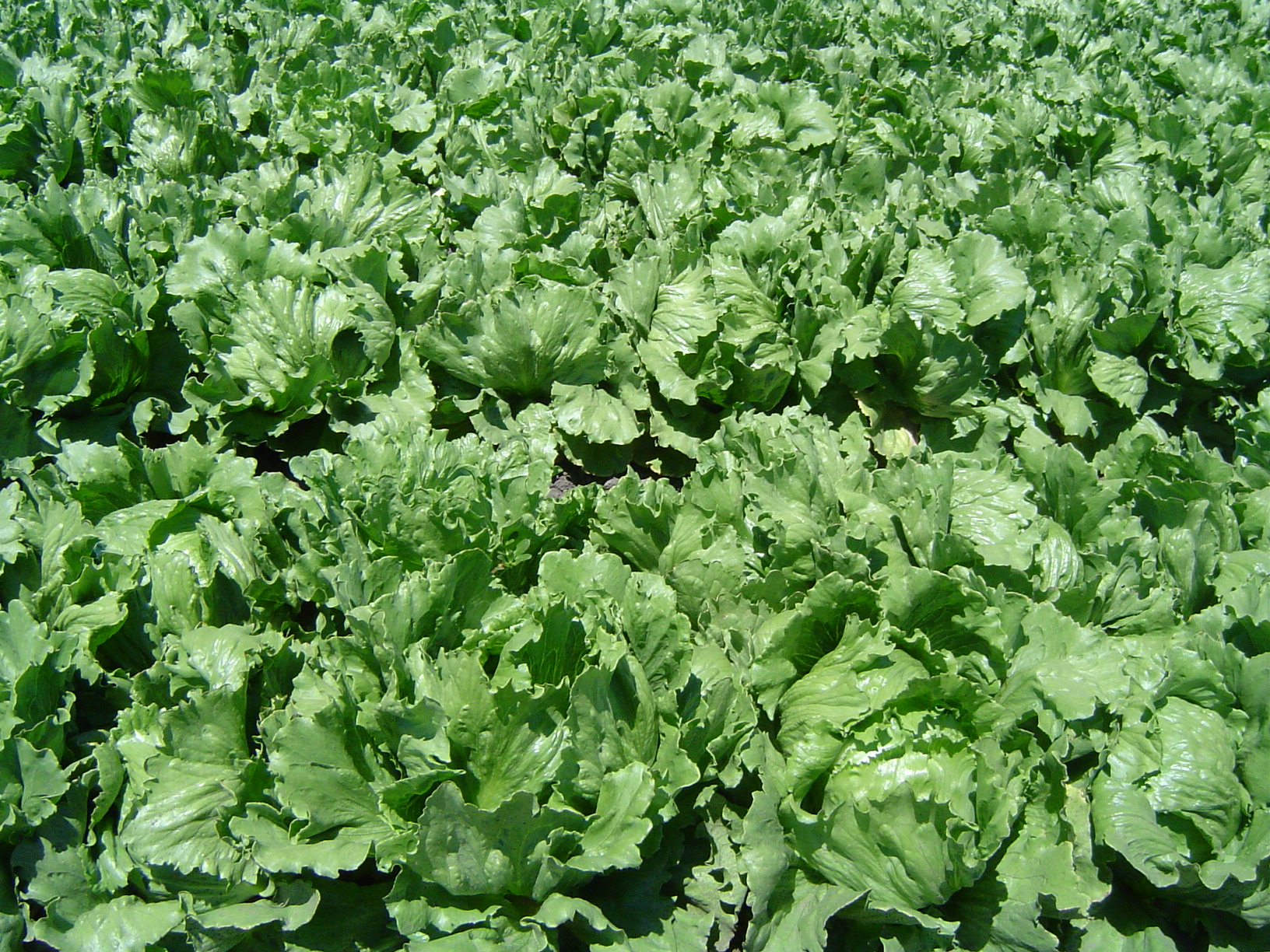
أحد حقول الخس في أمريكا الشمالية

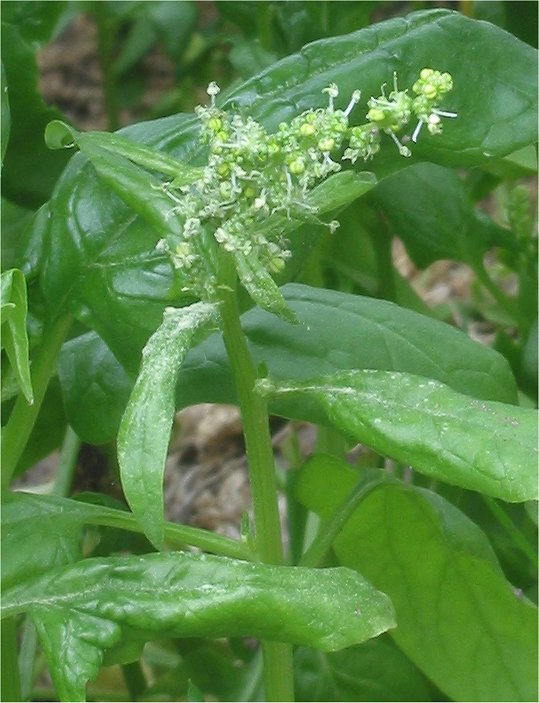
نبات السبانخ

- Melokhia (Corchorus olitorius, Corchorus capsularis)
- Mustard (Sinapis alba)
- السبانخ
- الكالي (Brassica oleracea Acephala Group)
- ملفوف (Brassica oleracea Capitata group)
- Chinese Mallow (Malva verticillata)
- أقحوان leaves (Chrysanthemum coronarium)
- لفت greens (Brassica rapa Rapifera group)
- قطيفة (Amaranthus cruentus)
- شمندر greens (Beta vulgaris subsp. vulgaris)
- Broccoli Rabe (Brassica rapa subsp. rapa)
- فرنونية (Vernonia calvoana)
- ملفوف صيني (Brassica rapa Chinensis group)
- كرنب بروكسل (Brassica oleracea Gemmifera group)
- خس الكرفس (Lactuca sativa var. asparagina)
- سبانخ سيلاني
- بازلاء (Sprouts/Leaves)
- هندباء برية (Cichorium intybus)
- خس النعجة (Valerianella locusta)
- رشاد مزروع (Lepidium sativum)
- أثينة عطرية (Chenopodium ambrosioides)
- Fat Hen (Chenopodium album)
- رؤوس السرخس (Pteridium aquilinum, Athyrium esculentum)
- لمباردا ملحية (Inula crithmoides)
- إسبانخ بري (Chenopodium bonus-henricus)
- Ice plant (Mesembryanthemum crystallinum)
- Jambu (عشبة النتاق)
- Kai-lan (Brassica rapa Alboglabra group)
- كوماتسونا (Brassica rapa Pervidis or Komatsuna group)
- Kuka (Adansonia spp.)
- Lagos bologi  [لغات أخرى]‏ (Talinum fruticosum)
- Land cress (Barbarea verna)
- ذيل السحلية  [لغات أخرى]‏
- سبانخ نيوزيلاندي  [لغات أخرى]‏
- Mizuna greens (Brassica rapa Nipposinica group)
- ملفوف صيني (Brassica rapa Pekinensis group)
- الهندباء البرية أو الراديكيو
- الرغل البستاني
- عرف الديك الفضي أو السوكو
- إيبومويا أكواتيكا|سبانخ الماء]]
- جرجير (جرجير)
- قرثمن بحري (قرثمن بحري)
- Sea Beet (Beta vulgaris subsp. maritima)
- كرنب بحري (Crambe maritima)
- Sierra Leone bologi  [لغات أخرى]‏ (Crassocephalum spp.)
- سلق (Beta vulgaris subsp. cicla var. flavescens)
- تاتسوي (Brassica rapa Rosularis group)
- جرجير الماء (جرجير الماء)
- Winter purslane  [لغات أخرى]‏ (Claytonia perfoliata)
- سلجم (سلجم)

## الخَضْراوات الفاكهية والمزهرة
من الأشجار:
- فاكهة الخبز (Artocarpus altilis)

من النباتات الموسمية:

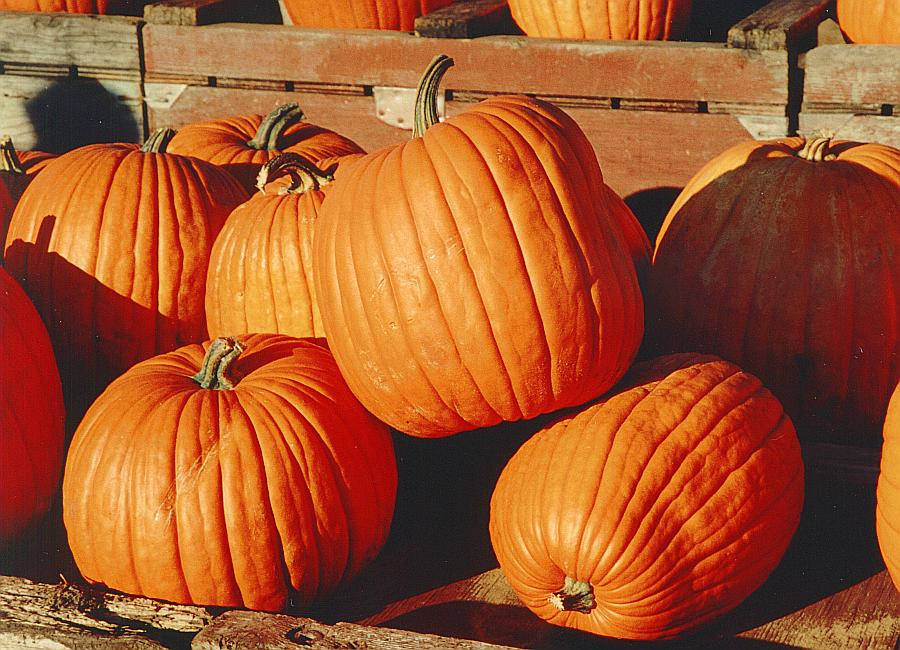
القرع

- فليفلة (فلفل حلو) (Capsicum annuum Grossum group)
- الخيار الارمني (Cucumis melo Flexuosus group)
- الباذنجان or Aubergine (Solanum melongena)
- فلفل رومي (Capsicum annuum)
- قرع مر (Momordica charantia)
- فلفل حار (Capsicum annuum Longum group)
- ليف (نبات) (Luffa acutangula, Luffa aegyptiaca)
- قرع (Cucurbita maxima، Cucurbita pepo، Cucurbita moschata)
- البروال (من أنواع قرع الحية)
- البدوال (من أنواع قرع الحية)
- طماطم (Solanum lycopersicum)
- Acorn squash (Cucurbita pepo)
- Caigua (Cyclanthera pedata)
- حرنكش (Physalis peruviana)
- فليفلة حريفة (Capsicum frutescens)
- شايوت (Sechium edule)
- خيار (Cucumis sativus)
- خرشوف سكوليمي (Cynara scolymus)
- بذر القرع (Cucurbita ficifolia)
- Perennial cucumber  [لغات أخرى]‏ (Coccinia grandis)
- Pattypan squash
- قرع (جنس) (Cucurbita pepo)
- ذرة حلوة aka corn or maize (Zea mays)
- Tinda (Praecitrullus fistulosus)
- التوماتيلو (Physalis philadelphica)
- قرع شمعي (Benincasa hispida)
- قثد حنظلي (Cucumis anguria)
- كوسا (Cucurbita pepo)

## الخُضار المقشرة
- American groundnut  [لغات أخرى]‏ (Apios americana)
- لوبياء مقرنة (Vigna angularis)

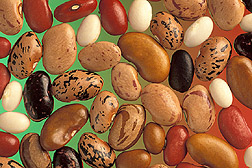
حبوب وبقوليات متنوعة

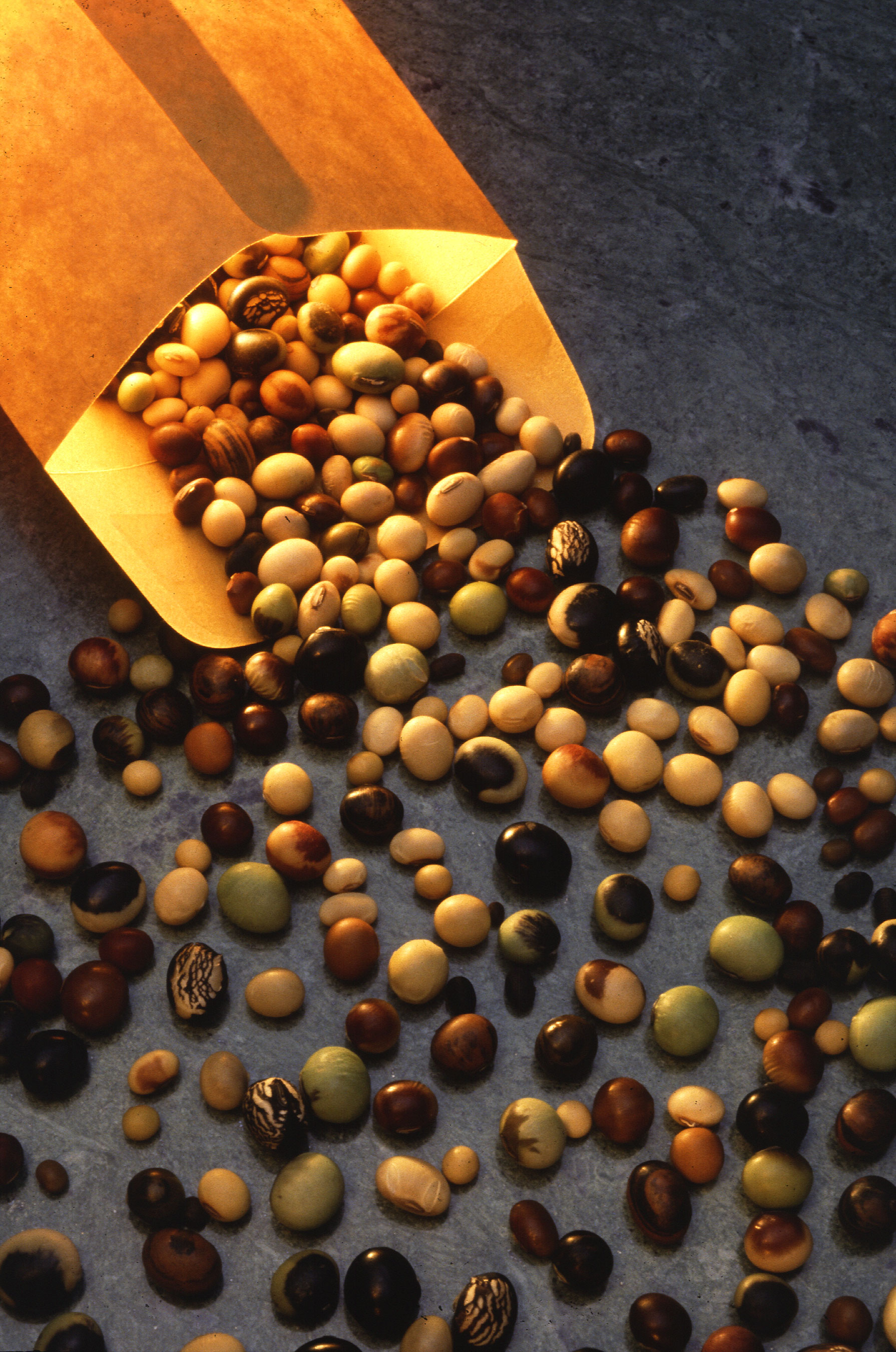
يستخدم فول الصويا لأغراض عديدة.

- لوبياء العين السوداء (Vigna unguiculata subsp. unguiculata)
- حمص (نبات) (Cicer arietinum)
- بان زيتي (Moringa oleifera)
- لبلب (Lablab purpureus)
- Fava bean (Vicia faba)
- فاصولياء شائعة (Phaseolus vulgaris)
- قوار رباعي (Cyamopsis tetragonoloba)
- Horse gram (Macrotyloma uniflorum)
- جلبان مزروع (Lathyrus sativus)
- عدس (Lens culinaris)
- لوبياء أقونيطية الأوراق (Vigna acontifolia)
- بقلة الماش (Vigna radiata)
- بامية (Abelmoschus esculentus)
- بازلاء (Pisum sativum)
- فول سوداني (Arachis hypogaea)
- البازلاء الهندية (Cajanus cajan)
- لوبياء خيمية (Vigna umbellatta)
- Runner bean (Phaseolus coccineus)
- فول الصويا (Glycine max)
- Tarwi (tarhui, chocho; Lupinus mutabilis)
- Tepary bean (Phaseolus acutifolius)
- عدس أسود (Vigna mungo)
- ميقونة شهوانية (Mucuna pruriens)
- فاصولياء مجنحة (Psophocarpus tetragonolobus)
- Yardlong bean (Vigna unguiculata subsp. sesquipedalis)

## خَضْراوات البصيلات والساق
- هليون (Asparagus officinalis)
- خرشوف (Cynara cardunculus)

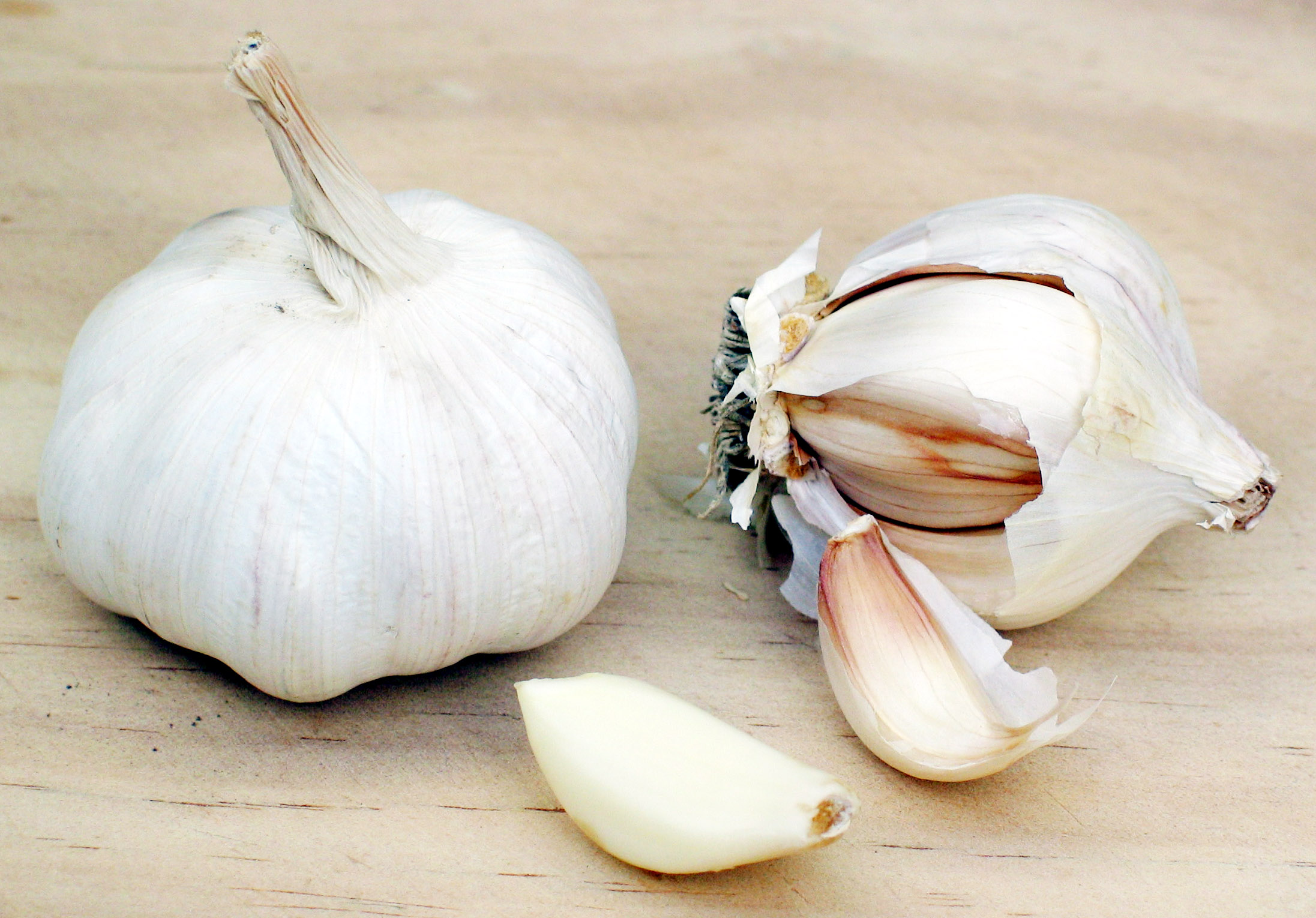
فصوص الثوم

- الكرفس اللفتي (Apium graveolens var. rapaceum)
- الكرفس (Apium graveolens)
- Elephant Garlic (Allium ampeloprasum var. ampeloprasum)
- الشومر (Foeniculum vulgare var. dulce)
- الثوم (Allium sativum)
- كرنب ساقي (Brassica oleracea Gongylodes group)
- كراث نبطي (Allium ampeloprasum var. kurrat)
- Leek (Allium porrum)
- نيلومبو جوزي (Nelumbo nucifera)
- Nopal (Opuntia ficus-indica)
- البصل (Allium cepa)
- صاصل برانسي (Ornithogalum pyrenaicum)
- كراث أندلسي (Allium cepa Aggregatum group)
- الثوم القصبي في المزرعة (Allium fistulosum)
- Wild leek (Allium tricoccum)
- بقدونس : (تحذير للمرأة الحامل من الإفراط في أكله)[2]

## خَضْراوات الجذور
- لوبيا بصلية (Pachyrhizus ahipa)

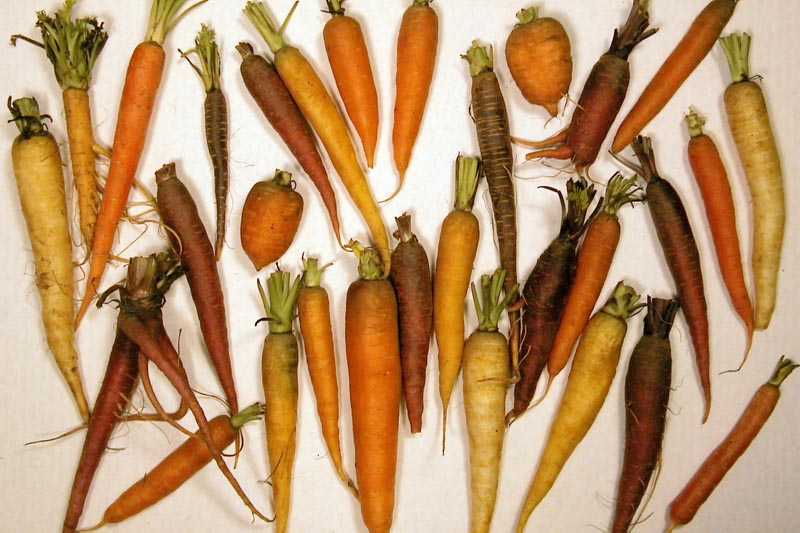
أشكال وأحجام مختلفة من الجزر

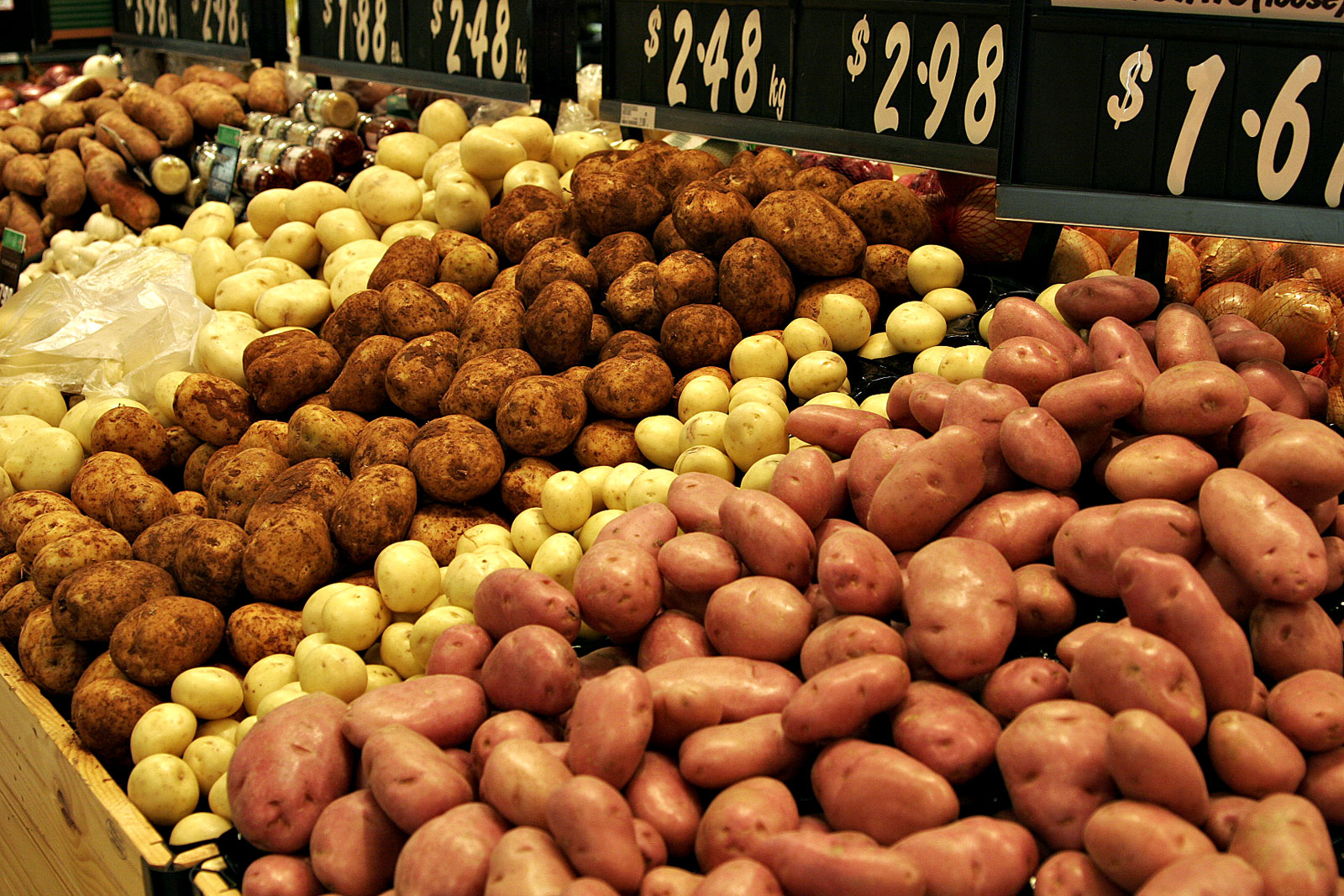
يعتبر البطاطس من الأغذية الرئيسية في العالم

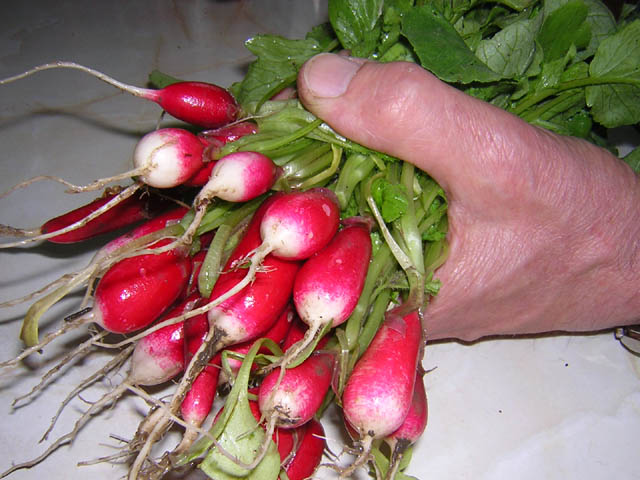
مجموعة من الفجل

- أراكاشة صفراء الجذور (Arracacia xanthorrhiza))
- بتيلة خيزران
- شمندرroot (Beta vulgaris subsp. vulgaris)
- Black cumin  [لغات أخرى]‏ (Bunium persicum)
- قرطب (Arctium)
- سهم الماء عريض الأوراق (Sagittaria latifolia)
- كماسية (Camassia)
- قنا (Canna spp.)
- جزر شائع (Daucus carota)
- بفرة (Manihot esculenta)
- Chinese artichoke (Stachys affinis)
- الدايكون (Raphanus sativus Longipinnatus group)
- Earthnut pea  [لغات أخرى]‏ (Lathyrus tuberosus)
- Elephant Foot yam  [لغات أخرى]‏ (Amorphophallus_paeoniifolius)
- إنستية (Ensete ventricosum)
- زنجبيل (Zingiber officinale)
- قرطب أكبر (Arctium lappa)
- Hamburg parsley (Petroselinum crispum var. tuberosum)
- دوار الشمس الدرني (Helianthus tuberosus)
- هيكاما (Pachyrhizus erosus)
- جزر أبيض (Pastinaca sativa)
- Pignut (Conopodium majus)
- سنعبق (Plectranthus spp.)
- بطاطس (Solanum tuberosum)
- Prairie turnip  [لغات أخرى]‏ (Psoralea esculenta)
- فجل (Raphanus sativus)
- لفت سويدي (Brassica napus Napobrassica group)
- Salsify (Tragopogon porrifolius)
- سلسفي هسباني (Scorzonera hispanica)
- سيسارون (Sium sisarum)
- بطاطا حلوة (Kumara)
- قلقاس (Colocasia esculenta)
- Ti (Cordyline fruticosa)
- Tigernut (Cyperus esculentus)
- لفت (Brassica rapa Rapifera group)
- Ulluco (Ullucus tuberosus)
- وسابي (Wasabia japonica)
- إيليوكاريس حلو (Eleocharis dulcis)
- إجاص الأرض (الياكون)
- يام (نبات) (Dioscorea spp.)

## الخَضْراوات البحرية

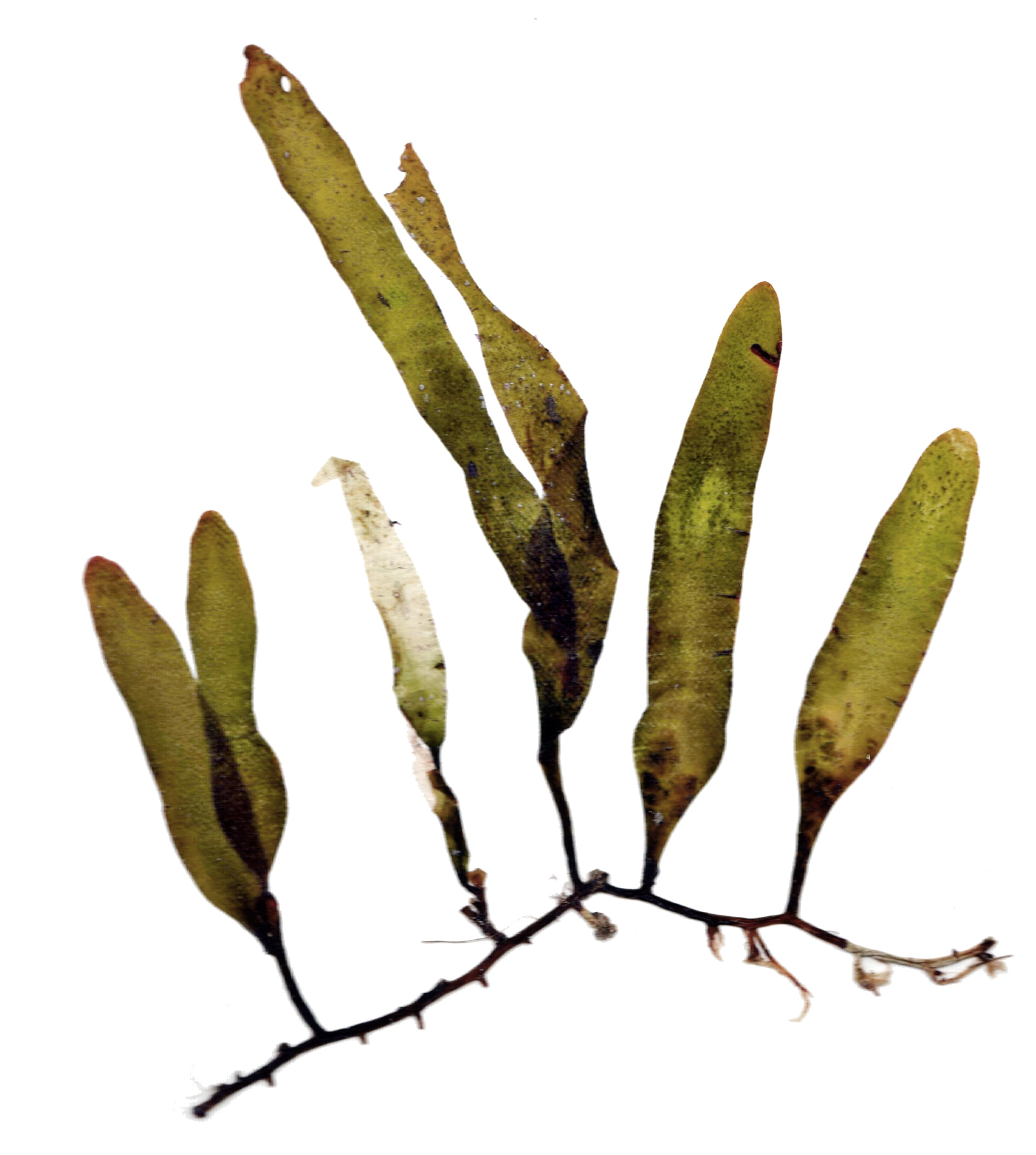
أحد أنواع الطحالب البحرية.

- المرحضة الخضراء (Monostroma spp., Enteromorpha spp.)
- Carola (Callophyllis variegata)
- Dabberlocks or badderlocks (ڤارك  [لغات أخرى]‏)
- الدلسي (Palmaria palmata)
- هيجيكي (Hizikia fusiformis)
- Kombu (Laminaria japonica)
- كلادوسيفون  [لغات أخرى]‏ (Cladosiphon okamuranus)
- المرحضة الخضراء (Porphyra spp.) (نوري في اليابان, جيم في كوريا)
- Ogonori (Gracilaria spp.)
- زوحيفان (Caulerpa spp.)
- خس البحر (Ulva lactuca)
- واكامي (Undaria pinnatifida)